# پاولوفکا (شهرستان بلوگورسکی، استان آمور)
پاولوفکا (به لاتین: Pavlovka) یک منطقهٔ مسکونی در روسیه است که در استان آمور واقع شده‌است.